# Makoki (revista)
Makoki fue una revista de historietas de carácter underground publicada desde 1982 hasta 1993, primero por Ediciones La Cúpula y luego por Editorial Makoki.

## Primera época (1982-1984)
La revista fue lanzada por Josep Maria Berenguer para aprovechar el éxito de la revista El Víbora y del personaje homónimo, creado por Felipe Borrallo, Mediavilla y Gallardo. 
Dirigida la revista por este último dibujante, formó parte del llamado "boom del cómic adulto en España", y duró hasta 1984, difundiendo un material vinculado al comic underground, similar al de su hermana mayor, pero más orientado al humor cafre y con una línea más feísta, la llamada "línea chunga". Publicó a autores nacionales como  Calpurnio, Alberto Calvo, Damián Carulla, Mauro Entrialgo, el propio Gallardo, Kim, Martí, Mediavilla, Montesol, Simónides, Vázquez, y extranjeros como Gilbert Shelton y Vuillemin.
Su primer editorial comenzaba así:

Hola chonis ...pues ejem... Aquistamos, dando la soba otra vez con las mismas historias de violencia gratuita de siempre además hemos recogido unos cuantos majaras (estos de verdad oyessss!) nacionales y astranjeros que no hay nada más que echarle un vistazo al sumario pa percatarse.....y de makoki que os vamos a contar pues que sigue igual... con los cuatro cablesen el tarro y metiendose en peniculas mas gordas cada vez... eso si con unos cuantos años mas encima.

### Colaboradores y personajes
Durante su edición además de Makoki como personaje fijo hubo otros personajes y series, Buitre buitraker por Gallardo; Don vito and Co por Montesol; Chunchita y Marilin por Mediavilla, Murillo y Gallardo en el nº14; Los primos por Javi Soler; Los Hermanos Aguirre por Valles; Azagra con A la barra y los grandes hechos del mundo moderno; Pedro Oses y javier Mina con su serie bélica; Calpurnio con su Cutlas y otras historias sueltas. Dibujantes habituales, Simónides, Tonnino, Mauro Entrialgo y también Max 3 historias de Barrila Bar, por parte extranjera Gilbert Shelton con sus Furry freak brothers, Guía del motor y una historia de Wonder Warthog, Vullemin, Kurtzman, Adans, Rober Wilians.    
| Números | Fecha | Título            | Autoría             | Procedencia |
| ------- | ----- | ----------------- | ------------------- | ----------- |
| 1       | 1982  | Buitre Buitaker   | Gallardo            |             |
| 1       | 1982  | Familia           | Vallés              |             |
| 1       | 1982  | Makoki            | Murillo, Mediavilla |             |
| 1       | 1982  | Jojito            | Montesol            |             |
| 1       | 1982  | Don Vito          | Montesol            |             |
| 1       | 1982  | Paquito el Mangui | Murillo, Mediavilla |             |

La colección alcanzó hasta el núm. 17 pero hubo dos números dobles: 7/8 y 12/13, desde el número 5 con temáticas especiales: Tele, el n.º 5;  superhéroes, el n.º 6; vacaciones, n.º 7-8; agentes secretos, n.º 9; mili, nº 10; paro, nº 11; Navidad, nº 12-13; Europa es asin, nº 14; movida, nº 15; kopon, nº 16; porno duro, nº17.
Cuadernos grapados con 52 páginas, con la cubierta en color.

## Segunda época (1989-1993)
Una segunda época de la revista comenzó en 1989, editada entonces por Borrayo. Estuvo dirigida, en sus primeros números, por Alberto Calvo, creador del personaje Supermaño, y posteriormente por Damián Carulla. Publicó varios autores del Makoki de la primera época, Azagra, Calpurnio, Valles, a los que se añadieron autores veteranos como, el gran Vázquez, Jordi Bernet, Sánchez Abulí, Nazario, Sánchez Zamora (Josep Maria Beà), Onliyú, Andreu Martín, Alfonso Tamayo, Miguel Ángel Martín, Kin, Maitena, además de una más joven generación Mauro Erintralgo, Antoni Garcés, Das Pastoras, Quim Bou, Manuel Fontevila y numerosos dibujantes españoles. Los autores extranjeros fueron pocos y cabe destacar a Tabare, Alejandro Pose, Lager y el polémico Vuillemin, autor del álbum de humor negro hitler ss, anunciado con una historieta en el nª . 
| Números | Fecha | Título                     | Autoría                                        | Procedencia  |
| ------- | ----- | -------------------------- | ---------------------------------------------- | ------------ |
| 1       | 1989  | Makoki                     | Felipe Borrallo/Damián Carulla                 | El Víbora    |
| 1       | 1989  | Supermaño                  | Alberto Calvo                                  | El Víbora    |
| 1       | 1989  | Herminio Bolaextra         | Mauro Entrialgo                                | TMEO         |
| 1       | 1989  | Cuttlas                    | Calpurnio                                      | El Japo      |
| 1       | 1989  | Dioxenes                   | Martí                                          | Nueva        |
| 1       | 1989  | El sicario Macario         | Martí                                          | Nueva        |
| 1       | 1989  | Ovidio, vicioso del vidrio | Carlos Azagra                                  | Nueva        |
|         | 1991  | Brian the Brain            | Miguel Ángel Martín                            | Krazy Comics |
|         |       | Hitler=SS                  | Jean-Marie Gourio, Philippe Vuillemin y Gondot | Hara-Kiri    |
|         | 1992  | El buitre es ave de paso   | Enrique Sánchez Abulí/Oswald                   |              |
|         | 1992  | Historias negras           | Enrique Sánchez Abulí/Jordi Bernet             |              |

Alcanzó los 34 números ordinarios más 3 extraordinarios.
Cuadernos de historietas con interior en blanco y negro más cubiertas en color. A partir del número 12, las 16 páginas centrales se imprimieron en bicolor.
Entre los números 13 y 30 se incluyó un encarte central que consistía en un cuaderno grapado de 24,50 x 17 cm. con 16 páginas en blanco y negro. Llevó el título de Psikomoko y contuvo historietas diversas.
Entre los números 31 y 33 el encarte central dejó de llamarse Psikomoko y pasó a serializar la historieta "El buitre es ave de paso" de Sánchez Abulí y Oswal.

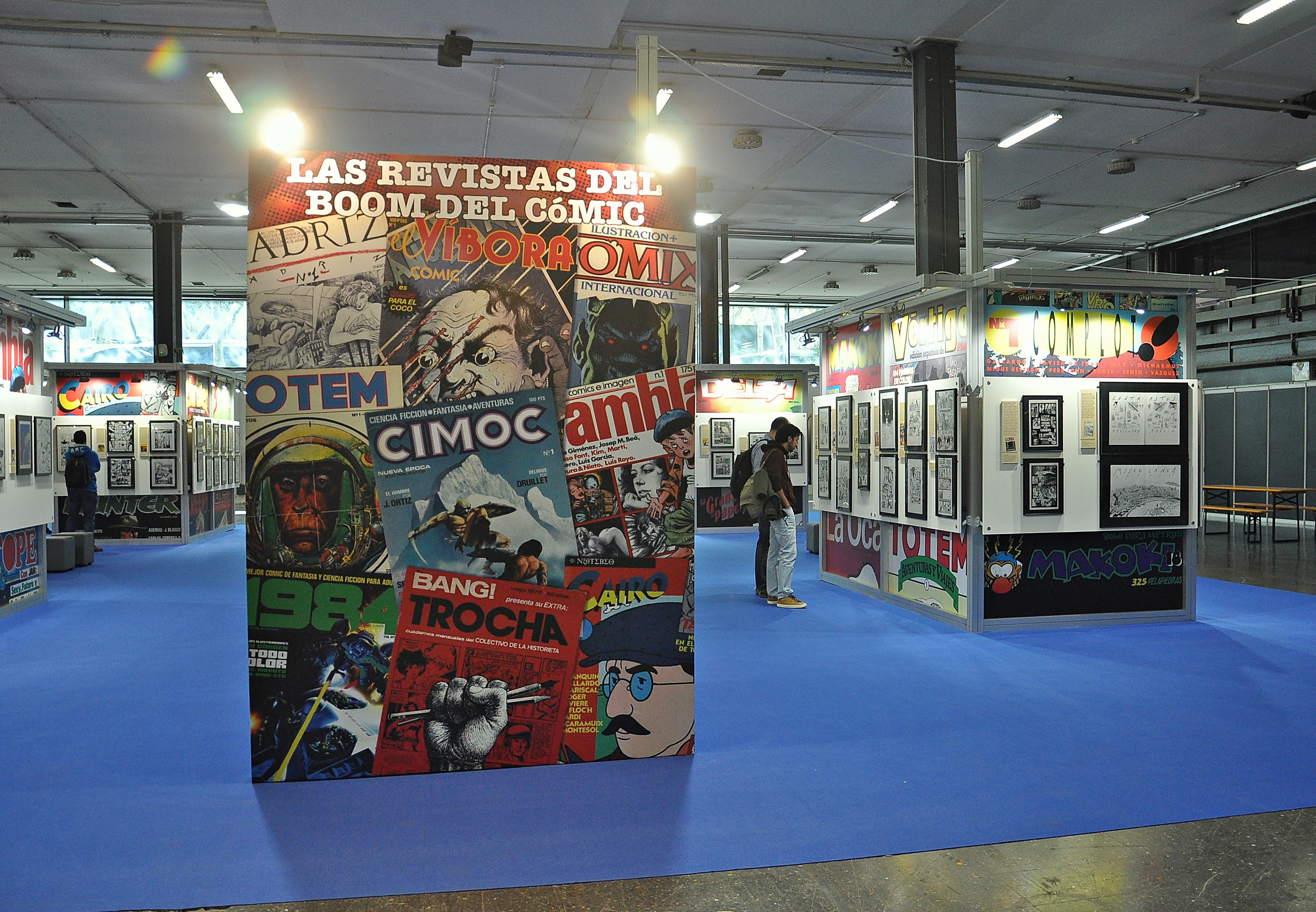
Imágenes de portadas de revistas de historieta en la edición del 2018 del Salón Barcelona. En el lado de la derecha, en otro elemento del salón, pueden verse logotipos de Makoki y la cara del personaje.